# Азербайджан на зимових Олімпійських іграх 2014
Азербайджан на зимових Олімпійських іграх 2014 року у Сочі представляли 4 спортсмени у 2 видах спорту.

## Гірськолижний спорт
| Спортсмен             | Дисципліна         | 1 спуск | 1 спуск | 2 спуск | 2 спуск | Всього  | Всього |
| Спортсмен             | Дисципліна         | Бали    | Місце   | Бали    | Місце   | Бали    | Місце  |
| --------------------- | ------------------ | ------- | ------- | ------- | ------- | ------- | ------ |
| Патрік Брахнер        | Гігантський слалом | 1:31.32 | 60      | 1:32.31 | 53      | 3:03.63 | 53     |
| Патрік Брахнер        | Слалом             | DNF     | DNF     | DNF     | DNF     | DNF     | DNF    |
| Гайя Бассані Антіварі | Слалом             | DNS     | DNS     | DNS     | DNS     | DNS     | DNS    |

## Фігурне катання
| Спортсмен                     | Дисципліна | КТ    | КТ    | ПТ    | ПТ    | Всього | Всього |
| Спортсмен                     | Дисципліна | Бали  | Місце | Бали  | Місце | Бали   | Місце  |
| ----------------------------- | ---------- | ----- | ----- | ----- | ----- | ------ | ------ |
| Юлія Злобіна Олексій Сітніков | Танці      | 58.15 | 14    | 90.48 | 11    | 148.63 | 12     |

Примітка: КТ — короткий танець, ПТ — довільний танець